# Rudie van Lier
Rudolf Asueer Jacob van Lier (Paramaribo, 24 de agosto de 1914 – Wageningen, 28 de mayo de 1987) fue un sociólogo, historiador, poeta y escritor de Surinam.

## Biografía
En 1929 Rudie van Lier viajó a los Países Bajos para estudiar (anteriormente fue compañero de colegio de Hugo Pos). Realizó estudios con Johan Huizinga, en la Sorbonne en París y en los Estados Unidos. En forma temprana se unión al grupo formado alrededor de la revista Forum (Menno ter Braak E. du Perron) en la cual debutó como escritor en 1932 con sus versos titulados, 'De gestorven scholier' bajo el pseudónimo de R. van Aart. En el semanario 'De Vrije Bladen' fueron publicados en 1939 la recopilación de poesías Praehistorie, que fuera expandida en 1944 y nuevamente en 1947 como una colección en prosa. La obra satírica Roodkapje, que había sido publicada con anterioridad en Praehistorie (1939), en 1946 fue impresa en forma separada por De Bezige Bij. En 1974, se publicó la recopilación Rupturen (por G.A. van Oorschot). Su poesía de métrica, rima y uso de metáforas tradicional, y le muestra al hombre que "el mundo ha llegado a su hogar", la misma abunda en reflecciones líricas e ironía templada con una mirada relativista. Su prosa posee un estilo muy fino.